# Julio Furch
Julio César Furch (Winifreda, La Pampa, Argentina; 29 de julio de 1989) es un futbolista argentino. Juega como delantero en Banfield, de la Primera División de Argentina.

## Biografía
Durante la Primera Guerra Mundial sus bisabuelos escaparon de Alemania y se refugiaron en Argentina a principios del siglo XX. Su apodo, «El Emperador del Gol», se lo otorgó la afición del Olimpo cuando comenzó a anotar goles, la razón de este se debe a que su nombre es igual al de Julio César, un gobernante romano de la era tardorrepublicana.

## Trayectoria

### Inicios
Se inició a los 5 años en el Club Social y Deportivo Winifreda estando allí hasta los 10 años. Luego pasó al Club Deportivo Mac Allister de la Ciudad de Santa Rosa y a la edad de 15 años regresó a jugar con las reservas del Deportivo Winifreda. Cuando Alfredo Sauro asumió la dirección técnica del club en el 2006 ascendió a Furch al primer equipo que acababa de lograr el ascenso a la Primera División «A» de la Liga Cultural de Fútbol. Con los winifredenses logró importantes triunfos, participó en el Torneo Provincial y salió dos veces goleador de la liga. En el 2008 fue a jugar como refuerzo del Club Atlético All Boys el Torneo Argentino C, pero solo jugó algunos partidos y entonces decidió regresar a Winifreda para estudiar Administración de Empresas Agropecuarias.
Cuando tenía 19 años, Juan Khun, ex defensor de Olimpo, hizo un vídeo de él mientras entrenaba y se lo entregó a Daniel Florit, en ese entonces técnico del plantel profesional de Olimpo. Fue invitado por la institución y el 15 de diciembre de 2008 realizó su primera prueba con el Olimpo. Tras observar a Furch, Florit decidió llevarlo a la pretemporada que el equipo realizó en Monte Hermoso. A inicios de 2009 firmó con el Olimpo y comenzó jugando con el segundo equipo en la Liga del Sur. Con el equipo de Bahía Blanca logró el campeonato de la liga, además, fue elegido el mejor delantero, el jugador revelación y recibió el Botín de Oro por consagrarse goleador del torneo con 16 goles en 24 partidos. En el 2010, tras su destacado año, fue promovido al primer equipo por Omar De Felippe.

### Argentina
El 8 de mayo de 2010 debutó con el Club Olimpo en la derrota ante el Club Sportivo Independiente Rivadavia en la penúltima fecha del Campeonato de Primera B Nacional 2009-10, entró al minuto 83 en lugar de Alejandro Delorte. Esa temporada Olimpo se consagró campeón, logrando el ascenso a la Primera División de Argentina.
El 8 de agosto logró debutar en primera división en la derrota de Olimpo ante el Club Atlético Banfield, entró en el segundo tiempo en lugar de Diego Galván. Por otra parte, el 24 de octubre anotó su primer gol como profesional ante el Club Atlético Tigre. En su primera temporada con el primer equipo anotó 3 goles en 24 partidos y Olimpo logró el cuarto lugar la categoría, pero en la siguiente temporada descendió al perder un partido ante San Martín de San Juan.
En julio de 2012 paso al Club Atlético San Lorenzo de Almagro, en donde estuvo solo durante un semestre y entonces Juan Antonio Pizzi, director técnico del equipo, lo descartó para el siguiente torneo, motivo por el cual fue enviado al Arsenal Fútbol Club.
Disputó su primer partido internacional el 26 de febrero de 2013, en un encuentro de Copa Libertadores ante el Clube Atlético Mineiro, anotó un gol y Arsenal perdió 2-5. En octubre obtuvo el campeonato de la Copa Argentina 2012-13 al derrotar en la final a su ex equipo, San Lorenzo, por marcador de 3-0. Para la siguiente temporada renovó su préstamo con el Arsenal. Disputó la Supercopa Argentina 2013, terminando subcampeón al perder ante el Club Atlético Vélez Sarsfield. Tuvo una discreta actuación durante los tres torneos en los que estuvo con Arsenal, destacando un doblete que consiguió ante San Lorenzo.
El 9 de agosto de 2014 llegó al Club Atlético Belgrano como refuerzo para encarar el Torneo Inicial. anotó 8 goles en 18 partidos y fue el goleador del equipo, teniendo una actuación sobresaliente en el último partido del torneo frente al Club Atlético Independiente, a quien le anotó un hat-trick.

### México

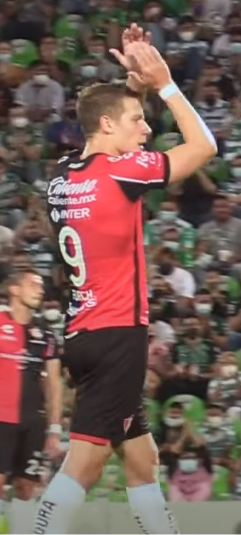
Furch con Atlas.

En diciembre de 2014 se anunció su traspaso a los Tiburones Rojos de Veracruz. Debutó en México el 16 de enero de 2015 en un partido correspondiente a la fecha 2 del Torneo Clausura 2015, en donde Furch anotó un doblete y su equipo ganó 3-1 ante el Club Puebla. Anotó dos dobletes más, uno ante Atlas Fútbol Club y otro contra el Club Universidad Nacional. Terminó el Clausura 2015 como segundo máximo anotador del torneo con un total de 9 goles en 16 partidos de liga y 1 más en dos partidos de eliminatorias. El 10 de agosto de 2016, anotó su primer triplete con Veracruz en un juego de la Copa México contra Santos Laguna.
El 24 de noviembre de 2016, se convirtió en el primer refuerzo del Club Santos Laguna para el Clausura 2017.

### Brasil
En 12 de julio de 2023, Santos fichó oficialmente con Julio Furch, firmando un contrato de dos años con el club.

## Estadísticas

### Clubes
Actualizado hasta su último partido disputado el 28 de julio de 2025.
| Club                         | Div.          | Temporada     | Liga  | Liga  | Liga   | Copas nacionales | Copas nacionales | Copas nacionales | Torneos internacionales | Torneos internacionales | Torneos internacionales | Total | Total | Total  | Media goleadora |
| Club                         | Div.          | Temporada     | Part. | Goles | Asist. | Part.            | Goles            | Asist.           | Part.                   | Goles                   | Asist.                  | Part. | Goles | Asist. | Media goleadora |
| ---------------------------- | ------------- | ------------- | ----- | ----- | ------ | ---------------- | ---------------- | ---------------- | ----------------------- | ----------------------- | ----------------------- | ----- | ----- | ------ | --------------- |
| Club Olimpo Argentina        | 2ª            | 2009-10       | 2     | 0     | 1      | —                | —                | —                | —                       | —                       | —                       | 2     | 0     | 1      | 0.00            |
| Club Olimpo Argentina        | 1ª            | 2010-11       | 24    | 3     | 4      | —                | —                | —                | —                       | —                       | —                       | 24    | 3     | 9      | 0.12            |
| Club Olimpo Argentina        | 1ª            | 2011-12       | 26    | 4     | 0      | —                | —                | —                | —                       | —                       | —                       | 26    | 4     | 0      | 0.15            |
| Club Olimpo Argentina        | Total club    | Total club    | 52    | 7     | 5      | 0                | 0                | 0                | 0                       | 0                       | 0                       | 52    | 7     | 5      | 0.13            |
| San Lorenzo Argentina        | 1ª            | 2012-13       | 9     | 0     | 0      | —                | —                | —                | —                       | —                       | —                       | 9     | 0     | 0      | 0.00            |
| San Lorenzo Argentina        | Total club    | Total club    | 9     | 0     | 0      | 0                | 0                | 0                | 0                       | 0                       | 0                       | 9     | 0     | 0      | 0.00            |
| Arsenal de Sarandí Argentina | 1ª            | 2012-13       | 18    | 4     | 0      | 4                | 0                | 0                | 5                       | 2                       | 0                       | 27    | 6     | 0      | 0.22            |
| Arsenal de Sarandí Argentina | 1ª            | 2013-14       | 36    | 10    | 6      | 1                | 0                | 0                | 9                       | 2                       | 1                       | 46    | 12    | 7      | 0.26            |
| Arsenal de Sarandí Argentina | Total club    | Total club    | 54    | 14    | 6      | 5                | 0                | 0                | 14                      | 4                       | 1                       | 73    | 18    | 7      | 0.25            |
| C. A. Belgrano Argentina     | 1ª            | 2014          | 18    | 8     | 1      | —                | —                | —                | —                       | —                       | —                       | 18    | 8     | 1      | 0.44            |
| C. A. Belgrano Argentina     | Total club    | Total club    | 18    | 8     | 1      | 0                | 0                | 0                | 0                       | 0                       | 0                       | 18    | 8     | 1      | 0.44            |
| C. D. Veracruz · México      | 1ª            | C-2015        | 18    | 10    | 3      | —                | —                | —                | —                       | —                       | —                       | 18    | 10    | 3      | 0.55            |
| C. D. Veracruz · México      | 1ª            | 2015-16       | 34    | 12    | 3      | 7                | 2                | 0                | —                       | —                       | —                       | 41    | 14    | 3      | 0.34            |
| C. D. Veracruz · México      | 1ª            | A-2016        | 17    | 6     | 2      | 4                | 3                | 0                | —                       | —                       | —                       | 21    | 9     | 2      | 0.43            |
| C. D. Veracruz · México      | Total club    | Total club    | 69    | 28    | 8      | 11               | 5                | 0                | 0                       | 0                       | 0                       | 80    | 33    | 8      | 0.41            |
| Santos Laguna · México       | 1ª            | C-2017        | 19    | 5     | 2      | 5                | 3                | 0                | —                       | —                       | —                       | 24    | 8     | 2      | 0.33            |
| Santos Laguna · México       | 1ª            | 2017-18       | 38    | 18    | 5      | 11               | 2                | 0                | —                       | —                       | —                       | 49    | 20    | 5      | 0.41            |
| Santos Laguna · México       | 1ª            | 2018-19       | 33    | 18    | 6      | 1                | 0                | 0                | 6                       | 5                       | 1                       | 40    | 23    | 7      | 0.57            |
| Santos Laguna · México       | 1ª            | 2019-20       | 29    | 13    | 3      | 3                | 0                | 0                | —                       | —                       | —                       | 32    | 13    | 3      | 0.41            |
| Santos Laguna · México       | 1ª            | A-2020        | 18    | 5     | 4      | —                | —                | —                | —                       | —                       | —                       | 18    | 5     | 4      | 0.28            |
| Santos Laguna · México       | Total club    | Total club    | 137   | 59    | 20     | 20               | 5                | 0                | 6                       | 5                       | 1                       | 163   | 69    | 21     | 0.42            |
| Atlas F. C. · México         | 1ª            | C-2021        | 7     | 2     | 0      | —                | —                | —                | —                       | —                       | —                       | 7     | 2     | 0      | 0.29            |
| Atlas F. C. · México         | 1ª            | 2021-22       | 42    | 16    | 7      | —                | —                | —                | —                       | —                       | —                       | 42    | 16    | 7      | 0.38            |
| Atlas F. C. · México         | 1ª            | 2022-23       | 26    | 5     | 3      | —                | —                | —                | 4                       | 2                       | 0                       | 33    | 7     | 3      | 0.21            |
| Atlas F. C. · México         | 1ª            | A-2023        | 2     | 0     | 0      | —                | —                | —                | —                       | —                       | —                       | 2     | 0     | 0      | 0.00            |
| Atlas F. C. · México         | Total club    | Total club    | 80    | 23    | 10     | 0                | 0                | 0                | 4                       | 2                       | 0                       | 84    | 25    | 10     | 0.30            |
| Santos F. C. · Brasil        | 1ª            | 2023          | 22    | 3     | 0      | —                | —                | —                | —                       | —                       | —                       | 22    | 3     | 0      | 0.14            |
| Santos F. C. · Brasil        | 2ª            | 2024          | 28    | 3     | 1      | 13               | 3                | 0                | —                       | —                       | —                       | 41    | 6     | 1      | 0.15            |
| Santos F. C. · Brasil        | Total club    | Total club    | 50    | 6     | 1      | 13               | 3                | 0                | 0                       | 0                       | 0                       | 63    | 9     | 1      | 0.14            |
| C. A. Banfield Argentina     | 1ª            | 2025          | 1     | 0     | 0      | —                | —                | —                | —                       | —                       | —                       | 1     | 0     | 0      | 0.00            |
| C. A. Banfield Argentina     | Total club    | Total club    | 1     | 0     | 0      | 0                | 0                | 0                | 0                       | 0                       | 0                       | 1     | 0     | 0      | 0.00            |
| Total carrera                | Total carrera | Total carrera | 470   | 145   | 51     | 49               | 13               | 0                | 24                      | 11                      | 2                       | 543   | 169   | 53     | 0.31            |
| 1. 2. 3.                     |               |               |       |       |        |                  |                  |                  |                         |                         |                         |       |       |        |                 |

### Hat-tricks
| 1 | 6 de diciembre de 2014 | Mario Alberto Kempes, Córdoba  | Belgrano - Independiente |  | 4 - 0 | Torneo Transición 2014 |
| 2 | 10 de agosto de 2016   | Luis "Pirata" Fuente, Veracruz | Veracruz - Santos Laguna |  | 4 - 1 | Copa México            |

## Palmarés

### Campeonatos nacionales
| Título                     | Equipo              | País      | Año     |
| -------------------------- | ------------------- | --------- | ------- |
| Primera B Nacional         | Club Olimpo         | Argentina | 2009-10 |
| Copa Argentina             | Arsenal Fútbol Club | Argentina | 2012-13 |
| Copa México                | Veracruz            | México    | C-2016  |
| Primera División de México | Santos Laguna       | México    | C-2018  |
| Primera División de México | Atlas Fútbol Club   | México    | A-2021  |
| Primera División de México | Atlas Fútbol Club   | México    | C-2022  |
| Campeón de Campeones       | Atlas Fútbol Club   | México    | 2021-22 |
| Serie B                    | Santos F.C.         | Brasil    | 2024    |

### Distinciones individuales
| Distinción                                        | Año    |
| ------------------------------------------------- | ------ |
| Once Ideal de la Primera División de México       | C-2015 |
| Once Ideal de la Primera División de México       | C-2018 |
| Once Ideal de la Primera División de México       | A-2018 |
| Once Ideal de la Primera División de México       | A-2021 |
| Once Ideal de la Liga de Campeones de la Concacaf | 2019   |